# Hjärtslevmossa
Hjärtslevmossa (Jungermannia exsertifolia) är en bladmossart som beskrevs av Franz Stephani. Hjärtslevmossa ingår i släktet slevmossor, och familjen Jungermanniaceae. Arten är reproducerande i Sverige. Inga underarter finns listade i Catalogue of Life.